# Utvecklingen av Dishonored
Utvecklingen av Dishonored påbörjades med att Bethesda Softworks tillkännagav Dishonored som ett actionäventyrsspel med smygelement i förstapersonsperspektiv till Microsoft Windows, Playstation 3 och Xbox 360 den 7 juli 2011. Dishonored är det första spelet från Arkane Studios som Bethesda lanserat efter att Bethesdas ägare Zenimax Media köpte Arkane i augusti 2010. Arkane Studios grundare Raphaël Colantonio och Deus Ex-utvecklaren Harvey Smith var spelets creative directors, och Deus Ex-designern Ricardo Bare arbetade som Lead Designer. Visual design director Viktor Antonov, som designade City 17 i Half-Life 2 och art director Sebastien Mitton ledde grafiklaget. Smith, Colantonio Antonov och Mitton tillbringade tre år i förproduktion. Bethesda kontaktade Arkane och bad dem att utveckla ett nytt spel och immaterialrätt. Arbetslaget hade redan idéer för att utveckla ett liknande spel, men tills Bethesda kontaktade dem hade Arkane inga specifika idéer. Mitton kontaktade Antonov i maj 2009 för att be om hans hjälp med att skapa en grafisk profil för en ny immaterialrätt. Arkanes hela arbetslag inklusive deras kontor i Lyon, Frankrike och Austin, Texas, arbetade på spelet.
Spelet stöder ett annat gränssnitt för Microsoft Windows-användare som för konsolversionerna, och stöder även Xbox 360-handkontroller på Windows-datorer. Smith beskrev arbetslagets filosofi med att låta dess utvecklare som brinner för en viss plattform utveckla programvaror till det; de som brinner för PC kommer att arbeta med att utveckla detta gränssnitt, medan Xbox 360-spelare tilläts utveckla Achievements för den plattformen. Dishonored släpptes officiellt till tillverkning den 28 september 2012.

## Spelupplägg

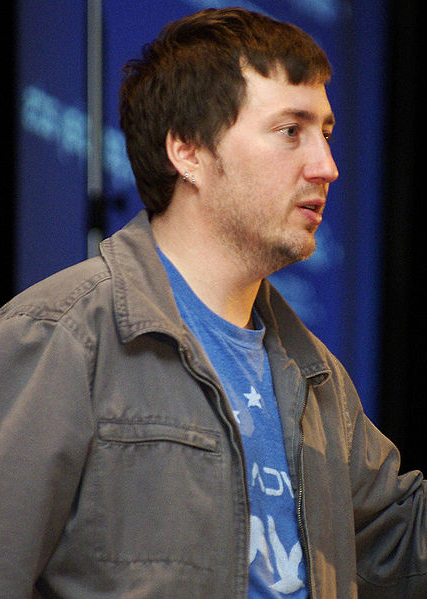
Harvey Smith var en av spelets två creative directors.

Arbetslaget letade efter oväntade sätt som spelaren kan kombinera Corvos speciella krafter, till exempel att kombinera ett högt hopp med förmågan att teleportera för att resa längs längre sträckor i stället för att använda båda förmågorna separat. I stället för att begränsa dessa bedrifter försökte arbetslaget att designa nivåerna för att kunna inrymma dem. Designerna övervägde inte alla krafterna som de skapade under utvecklingen, såsom en kraft att bli en skugga som kan röra sig längs väggarna, då vissa inte ansågs vara lämpliga för spelet. Vissa befintliga krafter gick igenom flera revideringar: en version av "Bend Time" orsakade spelaren att frigöra fiender vid beröring; "Possession" gav spelaren förmågan att styra ett offer på distans utan att besätta dess kropp, men detta gav mindre utmaning. Arbetet med att balansera effektiviteten i spelarens krafter ansågs som svårt. Colantonio sade att "vi ville ge [spelaren] mycket starka krafter för att göra [spelaren] till en riktig värsting, men samtidigt ville vi inte att spelet skulle vara för enkelt." Varje kraft har en varaktighet, manakostnad, och andra variabla egenskaper som gjorde att arbetslaget kunde effektivt förstora även de mest destruktiva förmågorna genom att göra dem dyra att använda ofta eller begränsa den tid de förblir aktiva.
Dishonoreds smygsystem är ursprungligen baserat på det i spelserien Thief, som använder nivåbelysning och skuggor för att avgöra om en fiende kan upptäcka spelarens närvaro. Dock beslutades det att det var orealistiskt att en fiende kunde stå direkt framför en spelare som gömmer sig i skuggorna och inte upptäcka dem. Det ansågs också att genom att göra vissa områden mörka dolde det designernas arbete och kontrasterade dåligt med välbelysta områden. En stor del av de omgivande dialogerna skrevs till att vara långa och lägga till bakgrundsdetaljer till spelvärlden och att underhålla smygande spelare som kan vara i ett enda område under en lång tid. I motsats var huvudberättelsens dialoger skrivna till att vara korta för att kompensera för spelaren att kunna avbryta eller döda datorspelsfiguren som talar.
För att designa uppdragen började designerna med ett sammanhängande område, som de fyllde med aktiviteter för spelaren. De definierade vägarna till målområdena, och utvecklade och expanderade dem. De befolkade sedan områden med NPC-figurer, som de tilldelade patrullering av vägar och funktioner. Designerna skulle då se hur spelare interagerade med nivån, med hjälp av sina förmågor och krafter för att testa om området var en lämplig utmaning för de tillgängliga krafterna, för att sedan omdesigna nivån ifall det behövdes. I början innehöll nivåerna begränsat med riktningsinformation för att understryka spelarens förmåga att korsa dem som de vill, men under testningar blev spelarna vilsna eller lydde NPC-figurernas kommandon att inte beträda ett område, vilket fick dem att inte kunna fortsätta i spelet. Som svar på detta införde arbetslaget fler visuella ledtrådar och verbala tips för att vägleda spelare. Vissa funktioner och idéer togs bort under designprocessen, inklusive ett mentalsjukhus där Corvo skulle möta ljudkänsliga patienter. Utvecklaren Joe Houston diskuterade om användningen av våld och konsekvenserna av spelfrihet, och delgav hans erfarenhet när han tittade på en testare som spelade ett uppdrag där det gällde att infiltrera en maskerad bal; Houston fastställde att om spelaren inte dödade en NPC-figur öppnade detta upp flera mål och interaktioner, men testaren dödade systematiskt varje NPC-figur i nivån, vilket Houston betraktade som förvirrande. Arbetslaget var under press med att klippa bort en scen från slutet av spelet där Samuel, som svar på när en spelare dödar urskillningslöst under hela spelet, kan förråda Corvo genom att varna fiender om hans närvaro. Smith förklarade att "alla vill bara höra i ett datorspel att du är grym, oavsett vad du gör. Om du slaktar alla - du dödade pigorna, du dödade de gamla, du dödade tiggarna - du är grym, här får du en medalj, du är en hjälte... Vi bestämde oss för att det låter psykotiskt. Det stämmer inte med våra värderingar... Vad vi ville var att låta dig uttrycka dig i spelet, men att få världen att reagera på det, åtminstone på något sätt. [Samuel], som sviker dig och avfyrar signalljuset, var något vi var tvungna att kämpa för."

## Design

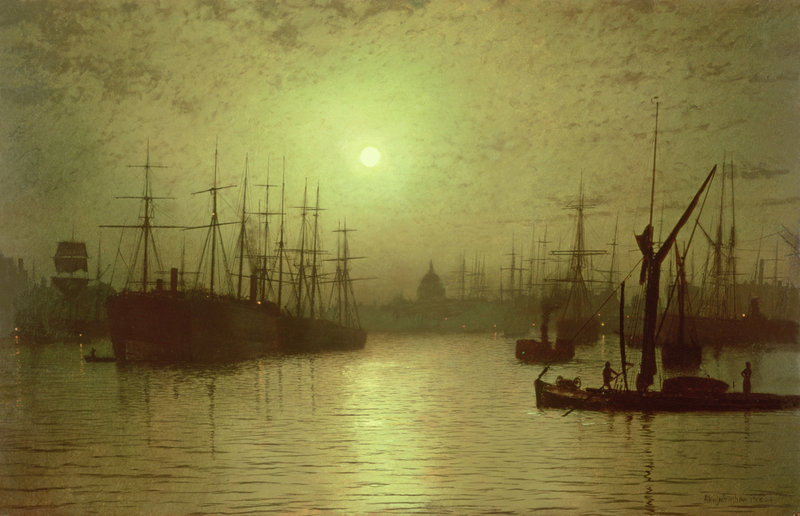
Stämningen i Dishonored inspirerades delvis av verk av 1800-talskonstnären John Atkinson Grimshaw som föreställer London nattetid.

Dishonored utspelades ursprungligen i medeltida Japan, men idén övergavs tidigt i spelets utveckling på grund av svårigheter såsom marknadsföringen av miljöerna, och eftersom ingen medlem av designlaget visste något om kulturen. Arkane flyttade miljöerna till London 1666, med tanke på att staden var igenkännlig för européer och amerikaner. Senare designval som inspirerades av tillsättandet av spelmekaniker såsom strålkastare, elektrifierade barriärer och tekniker från 2000-talet fick miljöerna att inte längre likna London, och Arkane valde att utveckla en fiktiv stad. Staden Dunwall, som var avsedd att vara en "samtida och cool" "period bit", inspirerades av sena 1800- och 1900-talens London och Edinburgh. Smith beskrev följande om varför London hade varit en grundläggande miljö och förblev en betydande inspiration:
| ” | För att det var pestens sista år, och året där den stora branden i London utspelas, vilket naturligtvis avslutade pesten genom att bränna ner slumkvarteren... I denna typ av spel letar du alltid efter ett sätt att höja spänningen och uppriktigt sagt göra världen lite mer farlig, och motivera om varför det inte finns stora skaror människor i marknaden. Då fick folk idén om råttsvärmar, och vi talade oberoende om styrning, och vi undrade om du skulle kunna styra råttor och om de kunde rensa upp lik så att du inte behöver gömma dem. Alla dessa delar fungerade helt enkelt tillsammans. | „ |

Antonov beskrev hans inspiration från London som "en stor metropol, det är rörigt, det är kaotiskt och intensivt... och det är både exotiskt och bekant för amerikaner och européer". Han betonade vikten av den kännedomen om olika kulturer, eftersom "du vill kommunicera till en massa människor när du gör ett nytt fiktivt verk". Han sade att Edinburgh gav en känsla av inneslutning och en mängd olika arkitektoniska projekt, som kombinerades med en framtidsvision som Antonov sade inte var jämförbar med mässing, nitar och ånga från steampunkdesign. Antonov och Mitton reste till London och Edinburgh för fältstudier, fotografering av människor, platser och föremål. Paret undvek populära gator och fokuserade på sidogator och gränder som bättre skulle passa spelets värld. Mitton konstaterade: "Vi försökte att designa spelet från en råttas synvinkel... om vi har en liten stad, från en begränsad synvinkel, var finns alla olika vinklar som vi kan utforska?". Inspiration kom också från konstverk av John Atkinson Grimshaw, Canaletto och Gustave Doré. Världskartan designades som ett enda konstverk och sektionerades så att designerna var tydliga på var varje uppdrag inträffar.
Spelets figurer inspirerades av illustrationer från äventyrs- och piratberättelser såsom Kapten Blod (1922), ett verk av Charles Dana Gibson, och förbrytarfoton från edvardianska London och Australien. En expert inom anatomi bidrog till att säkerställa att morfologin av figurernas ansikten representerade Storbritannien, medan Arkane vidmakthöll en känsla av realism och politisk inkorrekthet. Mitton etablerade definierade grupper av figurer såsom rika, fattiga och fientliga med specifika anatomiska och kroppshållnings designer, och animatörerna skapade stiliserade rörelser för varje samhällsklass och särskilda figurer för att förmedla känslor. Stadens vakter har till exempel små huvuden, låga axlar och stora händer, med animationer som blandar människors och apors rörelser. Antonov och Mitton anställde en designer till textilmattor i Ryssland för att designa och måla en del av konstverken i spelets miljöer.
Designerna utformade Tallboys som stadens utropare. Styltor lades senare till efter att Mitton märkte att någon rengjorde deras kontorsfasad iklädd styltor; stadsutroparens roll ersattes med högtalare i hela Dunwall. Tallboys design utvecklades till en lykttändare som skulle tända gatlyktor med valoljetankar, men efter ytterligare utveckling ansåg designerna att deras höga mekaniska ben fick dem att bränna lik och ta itu med pestsmittade medborgare samtidigt som den står ovanför dem och undviker smittan, vilket leder till deras slutgiltiga design som en vakt beväpnad med en båge. Mitton föreslog att lägga till en fosforkapsel till Tallboys ryggar av estetiska skäl, men Smith föreslog valolja, vilket i sin tur fick Mitton att designa valfångstfartyg för att ge valarna en synlig närvaro i staden. För andra tekniker konceptualiserade designerna med hjälp av 1800-talets teknik för att bygga moderna föremål och fordon, och skapa 1800-tals föremål med hjälp av moderna verktyg.
Heart är ett mänskligt hjärta modifierad med teknik och det övernaturliga, som hjälper spelaren att hitta samlarutrustning i nivåerna, och "spelar en roll i samband med att informera [spelarens] beslut om när denne ska tillämpa våld eller inte, vilket gör det till en riktigt intressant och mer subtil del av kraftfantasin." Heart ger kontextuell verbal återkoppling till spelare, som erbjuder inblickar i en viss plats, hemligheter eller historien om en figur, och dess ursprung. Heart var ursprungligen designad som en metod för att identifiera måltavlor med användning av vibration- och ljudmekaniker. Designen utvecklades sedan till konceptet om att hjärtat talar och känns levande och har sin egen agenda. Som ett resultat av genomförda speltestningar beslutade designerna att det krävdes ett mer omedelbart navigationssystem. Hearts roll i spelet fortsatte att förändras, och det fortsatte att berätta om sin uppfattning om olika karaktärer, vilket bidrog till att stärka berättelsens teman och särskilja stadens samhällsklasser i ett mer subtilt alternativ för att få karaktärerna att ge förklarande dialoger. Colantonio och Smith var oroade över att valfri användning av Heart skulle resultera i att vissa spelare skulle sakna den information som den ger, men de ansåg att det var en del av att ge spelaren frihet att välja hur de spelar.
Puben Hound Pits, som fungerar som en bas för spelaren, var från början en större byggnad. För att fylla ut pubens interiörer krävdes för många trappor och rum, och den stora mängden klättring gjorde navigeringen förvirrande. Arbetslaget upptäckte att det var utmanande att behålla den stora fasaden som de ville ha samtidigt som de ville skapa och dölja en mindre interiör som var enklare att navigera. Pubens fasad krymptes för att likna en edvardiansk byggnad, men interiören förblev labyrintlik så Colantonio krävde att en kedja skulle placeras utanför Corvos sovrum, där spelaren kan nå taket snabbt. I frustration beslutade designerna att helt enkelt stänga den tredje våningen helt. Grafiklaget fortsatte att ta emot förfrågningar under utvecklingen, som krävde att de skulle utvidga förproduktionen fram till slutet av utvecklingscykeln. Varje design handritades.

### Engelska originalcitat
1. ↑  "we wanted to give [the player] very strong powers, to make [the player] really a badass, but at the same time we didn't want the game to be too easy."
2. ↑  "Everybody just wants to be told in a video game that you’re great, no matter what you do. If you slaughter everybody – you killed the maids, you killed the old people, you killed the beggars – you’re great, here’s a medal, you’re a hero... We decided that sounds psychotic. It doesn’t match our values... What we wanted was to let you express yourself in the game, but to have the world react to that, at least in some way. [Samuel], betraying you and firing off that flare, was something we had to fight for."
3. ↑  "Because it was the last year of the plague, and the year of the great fire of London, which of course ended the plague by burning the slums down ... In this kind of game you’re always looking for a way to up the tension and frankly make the world a little more perilous, and justify why there aren’t giant crowds of people at the market. Then people had the idea for swarms of rats, and we were talking independently about possession, and we wondered if you should be able to possess rats and if they could clean up corpses so you don’t have to hide them. All these pieces just worked together."
4. ↑  "a big metropolis, it's messy, it's chaotic and intense ... and it's both exotic and familiar to Americans and to Europeans"
5. ↑  "you want to communicate to a lot of people when you make a new piece of fiction"
6. ↑  "We were trying to design the game from a rat's viewpoint ... if we have a small city, from a constrained viewpoint, what are all the different angles that we can explore?"